# Tarm Stole & Møbelfabrik
Tarm Stole & Møbelfabrik blev stiftet i 1896. I 1947 købte FDB fabrikken og kørte den indtil 1980. fabrikken blev overtaget af Arne Kvist i 1989, som fortsatte produktion af møbler til Ikea. I 2010 solgtes bygningerne. Og 114 års møbelproduktion i Tarm var slut og i 2018 påbegyndte man nedrivningen af fabrikken.
Fabrikken er især kendt for sin produktion af møbler til FDB, som var tegnet af Børge Mogensen.
Med oprettelse af ”Furniture Station” i Tarms gamle pakhus og stationsbygning, skabes der et museum med møblerne fra Tarm Stole & Møbelfabrik.